# Семаглутид
Семаглутид — лікарський засіб, агоніст рецептора глюкагоноподібного пептиду-1 (аГПП-1, GLP-1RA). Він застосовується при лікуванні цукрового діабету 2 типу (ЦД2) та ожиріння у дорослих.
Відомий під торговими марками Ozempic (розчин для ін'єкцій) і Rybelsus (таблетки) для лікування ЦД2 та Wegovy (розчин для ін'єкцій) для схуднення. Випускається компанією Novo Nordisk (Данія). Станом на лютий 2025 року легальні генеричні препарати відсутні. В Україні Оземпік зареєстрований з 2022 р, Вегові - з 2024 р. 

## Опис
Структура семаглутиду на 94 % гомологічна глюкагоноподібного пептиду-1 людини (ГПП-1), і цей препарат є агоністом його рецептора .
У порівнянні з ГПП-1 в молекулі семаглутиду зроблено модифікації, що подовжують час його дії  :
- з метою запобігти руйнуванню молекули ліки ферментом дипептидилпептидазой-4 заміщена амінокислота аланін у положенні 8 на α-аміноізомасляну кислоту [5] ;
- для посилення зв'язування з альбуміном ацильована амінокислота лізин в основній частині пептиду і в положенні 26 прикріплена 18 -жирна кислота [4] ;
- щоб перешкодити помилковому приєднанню З 18 -двохосновної жирної кислоти (на непотрібній ділянці пептиду) зроблена амінокислотна заміна лізину на аргінін в положенні 34 [4].

## Фармакологічні властивості

### Механізм дії
Семаглутид діє через інкретиновий шлях — подібно до ГПП-1 впливає на рецептори гормону глюкагону і пригнічує секрецію глюкагону острівцями Лангерганса підшлункової залози, що стимулює секрецію ними інсуліну і призводить до зниження рівня глюкози та глікованого гемоглобіну в крові.
Семаглутид також зменшує споживання енергії пацієнтом внаслідок зниження апетиту, потягу до їжі та зміну харчових переваг до менш калорійного раціону.    .

### Фармакодинаміка
99% семаглутиду, що потрапив у кровотік, зв'язується з альбуміном плазми крові: його молекула прикріплюється до альбуміну ділянкою з жирною кислотою. Надалі 3% семаглутиду виводиться із сечею у незмінному вигляді, решта – метаболізується. 
Метаболізм семаглутиду в організмі визначається розщепленням пептидної основи його молекули протеазами та β — окисленням жирної кислоти, що знаходиться в бічному ланцюгу.  .

### Фармакокінетика
Фармакокінетика семаглутиду не залежить від віку, статі, індексу маси тіла, функції нирок та печінки. 
При підшкірному введенні семаглутиду період його напіввиведення становить 165–168 годин, а рівноважна концентрація у плазмі досягається через 1–1,5 місяця при щотижневому підшкірному введенні препарату. 
Біодоступність семаглутиду становить 89 % .

## Ефективність та безпека
Ефективність

#### Цукровий діабет 2-го типу
При окремому застосуванні семаглутид дозволяє в середньому знизити глікований гемоглобін на 1,5% зі зниженням ваги. У поєднанні зі звичайним лікуванням діабету 2 типу за показниками глікемічного контролю він виявляється кращим за ситагліптин та інсулін.
Дослідження FLOW (Evaluate Renal Function with Semaglutide Once Weekly) оцінювало вплив семаглутиду на ниркові та серцево-судинні результати у пацієнтів з хронічною хворобою нирок (ХХН) та цукровим діабетом 2 типу (ЦД2). Порівнювали семаглутид та плацебо. Основні результати:
- Первинна кінцева точка (основні ниркові події): зниження на 24% у групі семаглутиду (18,7% проти 23,2%, HR 0,76)
- Зниження ризику серйозних серцево-судинних подій на 18%
- Уповільнення зниження рШКФ на 1,16 мл/хв/1,73 м² на рік
- Зниження смертності від усіх причин на 20% (HR 0,80)

#### Ожиріння
Семаглутид у великих дозах також був дослідженний при ожирінні за відсутності діабету. Його використання дозволяє досягти зниження ваги, яке може досягати 15% маси тіла. Цей ефект пояснюється істотним зниженням апетиту.

#### Цукровий діабет 1-го типу
Було проведено 26-тижневе, подвійне сліпе, плацебо-контрольоване дослідження за участі 72 дорослих із діабетом 1 типу та ІМТ ≥30, які використовували автоматизовані системи подачі інсуліну. Половина учасників отримувала семаглутид раз на тиждень, інша — плацебо. 36% пацієнтів із групи семаглутиду досягли трьох ключових цілей: покращення глікемічного контролю (A1C), зменшення часу у гіпоглікемії та зниження ваги на ≥5% — у групі плацебо таких не було. Середня втрата ваги у групі семаглутиду — близько 8,4 кг за пів року. Спостерігалося покращення показників середнього рівня глюкози та часу перебування у цільовому діапазоні без підвищення ризику важкої гіпоглікемії чи діабетичного кетоацидозу. Дослідження підтвердило, що семаглутид допомагає досягти цілей контролю діабету 1 типу без збільшення ризику небезпечних ускладнень

#### Стеатоз печінки
Тривають дослідження ефективності семаглутиду при неалкогольному стеатозі печінки. В деяких випадках спостерігається регрес ураження, але вплив на фіброз обмежений.

#### Залежність
За даними невеликого дослідження за участі 48 пацієнтів, семаглутид у дозі 0,5 мг/тиждень протягом 10 тижнів призводив до статистично значущого скорочення споживання алкоголю. 
В літературі описаний випадок, коли використання семаглутиду з приводу ожиріння було пов'язане зі значущим зниженням залежності пацієнта від кокаїну. Автори пов'язують це явище із впливом семглутиду на мозкову систему винагороди. 

### Безпека
Найчастіші несприятливі реакції прийому семаглутиду — минущі шлунково-кишкові розлади від легкого до помірного ступеня тяжкості. Через них деякі люди припиняють прийом ліків. Серед таких розладів найчастіше зустрічається нудота (до 20% пацієнів), що виникає в основному в період збільшення дози препарату.     Частота діареї — до 13% 
Семаглутід може бути пов'язаний з підвищеним ризиком захворювання жовчного міхура, в основному — холелітіазом (камені).    .
В експериментах на мишах з'ясувалося, що високі дози семаглутиду при тривалому вживанні підвищують ризик пухлини щитоподібної залози. Дослідники, які виявили ефект, припустили, що для людини також є потенційний ризик високих доз семаглутиду і рекомендують не приймати ліки з великими дозами семаглутиду людям з особистим або сімейним анамнезом певних пухлин щитоподібної залози та ендокринних пухлин. Наскільки такі результати досліджень на гризунах можна переносити на людей - неясно. Проведені дослідження (дані 46 тис пацієнтів) не підтверджують гіпотезу про зростання ризику жодних онкологічних захворювань у людей, зокрема і щитоподібної залози .
Серед несприятливих ефектів також були вказані депресія та запалення підшлункової залози.   Однак при порівнянні з плацебо, ризик виникнення депресії був нижче у пацієнтів, які приймали семаглутид (2,8%) проти 4,1% у групі плацебо. Інше дослідження (дані більше 34 тис. пацієнтів) не виявило зв'язку між прийомом семаглутиду та ризиком виникнення гострого панкреатиту. 
FDA додала попередження про ризик аспірації легень під час загальної анестезії або глибокої седації до інструкції всіх агоністів рецепторів GLP-1. Це оновлення стосується препаратів, що містять семаглутид, ліраглутид і тирзепатид.

## Педіатрична практика
Клінічні дослідження демонструють, що семаглутид є ефективним та відносно безпечним для лікування ожиріння у підлітків віком 12 років і старше. Дослідження STEP TEENS залишається найбільш вагомим доказом ефективності, показавши значне зниження ІМТ та покращення метаболічних показників. Ін’єкційний семаглутид (Wegovy) у дозі 2,4 мг вже затверджений для терапії ожиріння у дітей від 12 років у деяких країнах. Однак для лікування цукрового діабету 2 типу у дітей клінічні дослідження все ще тривають, і офіційного схвалення для цього показання поки що немає

## Комбінація семаглутиду з іншими лікарськими засобами
Клінічне дослідження REDEFINE 1, у якому вивчали ефективність семаглутиду в комбінації з кагрілінтидом (експериментальний лікарський засіб CagriSema), показало значний потенціал у лікуванні ожиріння та цукрового діабету 2 типу: протягом 68 тижнів у 3417 осіб з ожирінням або надмірною вагою CagriSema показав зниження ваги на 22,7% порівняно з 11,8% для кагрілінтиду та 16,1% для семаглутиду. При цукровому діабеті 2 типу протягом 32 тижнів у 92 дорослих з цукровим діабетом 2 типу було показано зниження HbA1c на 2,2%.
Таким чином, CagriSema показав перевагу над монотерапією кагрілінтидом або семаглутидом, не викликав випадків тяжкої гіпоглікемії, несприятливі реакції були переважно шлунково-кишковими і зменшувались з часом. Очікуються результати додаткових досліджень, зокрема REDEFINE 2, для подальшого вивчення ефективності та безпеки нової комбінації.

## Інше
У 2024 році без дозволу компанії-розробника і в порушення прав інтелектуальної власності у Російські Федерації розпочали виробництво і продаж семаглутиду під торговими марками Семавік (компанія Гєрофарм) і Квінсента (компанія Промомєд). 